# Cilunculus europaeus
Cilunculus europaeus là một loài nhện biển trong họ Ammotheidae. Loài này thuộc chi Cilunculus. Cilunculus europaeus được miêu tả khoa học năm 1978 bởi Stock.